# Каймашабаш
Каймашаба́ш (рос. Каймашабаш, башк. Ҡаймашабаш) — село у складі Янаульського району Башкортостану, Росія. Входить до складу Іткінеєвської сільської ради.
Населення — 323 особи (2010; 359 у 2002).
Національний склад:
- удмурти — 98 %